# Établissement d'un ciel d'alternance
Albums de Michel Houellebecq, Jean-Jacques Birgé
Présence humaine
(2001)
Établissement d'un ciel d'alternance est un album de Michel Houellebecq (poésie récitée) avec des arrangements musicaux de Jean-Jacques Birgé sorti en avril 2007.
Cet album est composé de poèmes tirés des recueils Le Sens du combat et La Poursuite du bonheur. Il s'agit de la deuxième collaboration de Houellebecq et Birgé, la première étant l'album de poésie récitée Le Sens du combat (octobre 1996).

## Fiche
- Voix : Michel Houellebecq
- Textes : Michel Houellebecq
- Musique : Jean-Jacques Birgé
- Production : GRRR
- Enregistrement et mixage : Jean-Jacques Birgé
- Artwork : Étienne Auger

## Liste des pistes
| 1.    | Établissement d'un ciel d'alternance I   | Michel Houellebecq | 8:13 |
| 2.    | Établissement d'un ciel d'alternance II  | Michel Houellebecq | 9:01 |
| 3.    | Établissement d'un ciel d'alternance III | Michel Houellebecq | 7:37 |
| 4.    | Tchernobyl                               |                    | 8:44 |
| 33:28 |                                          |                    |      |